# Beauronne (Les Lèches)
Die Beauronne (auch: Beauronne des Lèches) ist ein Fluss in Frankreich, der im Département Dordogne in der Region Nouvelle-Aquitaine verläuft. Sie entspringt im Gemeindegebiet von Église-Neuve-d’Issac, entwässert generell in nordwestlicher Richtung und mündet nach rund 15 Kilometern beim Weiler Chandos, im Gemeindegebiet von Saint-Médard-de-Mussidan als linker Nebenfluss in die Isle.

## Orte am Fluss
- Église-Neuve-d’Issac
- Les Lèches
- Chandos, Gemeinde Saint-Médard-de-Mussidan